# Kreuzzug von Smyrna
Der 1343 ausgerufene Kreuzzug von Smyrna war ein Kriegszug einer katholischen Liga unter der Führung des Papsttums gegen das türkische Emirat Aydın unter Umur Bey. Der „Kreuzzug“ war primär eine Maßnahme gegen türkische Piraten, nachdem diese in den Jahren zuvor zahlreiche katholische Gebiete in Griechenland geplündert hatten. Der Großteil der Kämpfe fand um die von Aydın beherrschte kleinasiatische Hafenstadt Smyrna (das heutige Izmir) statt.

## Hintergrund
Smyrna war im byzantinischen Reich einer der bedeutendsten Häfen in der östlichen Ägäis. Durch das Abkommen von Nymphaion 1261 erhielt die Republik Genua das Recht, dort eine Handelskolonie einzurichten. Im Jahr 1317 gelang es dem türkischen Kleinfürsten Aydınoğlu Mehmed Bey, den landeinwärts gelegenen Burghügel von Smyrna (Pagos, die hellenistische Akropolis, heute Kadifekale genannt) einzunehmen. Die untere Stadt mit dem Hafen und der dortigen neuen Festung blieb zunächst in genuesischer Hand, wurde aber 1329 von Mehmeds Sohn Umur erobert.
Unter Umurs Herrschaft stieg das Emirat Aydın schnell zur Seemacht auf; Smyrna und Ephesos-Panormos wurden die beiden Hauptstützpunkte der türkischen Flotte. Schiffe unter der Flagge Aydıns betrieben Piraterie im gesamten östlichen Mittelmeer und führten Plünderungszüge auf der Morea und Negroponte durch. Die Türken griffen lediglich lateinische (d. h. katholische) Besitzungen an, da Umur 1335 mit dem byzantinischen Regenten Johannes Kantakuzenos ein Bündnis geschlossen hatte.

## Aufruf zum Kreuzzug
1342 wurde in Avignon Pierre Roger, der Bischof von Sens, als Clemens VI. zum neuen Papst gewählt. Clemens war ein großer Anhänger der Kreuzzugsidee und hoffte – 50 Jahre nach dem Fall von Akkon und 70 Jahre seit dem letzten Kreuzzug – auf ein Wiederaufflammen der Kreuzzugsbegeisterung. Ein Vorstoß ins Heilige Land war zu diesem Zeitpunkt völlig utopisch, aber das Zurückdrängen der Türken von der kleinasiatischen Küste erschien als machbares und sinnvolles Unterfangen. Clemens fand Unterstützung bei den Venezianern, deren Kolonie Negroponte am schlimmsten unter den türkischen Plünderungen zu leiden hatte. Von allen türkischen Fürstentümern war Aydın die mit Abstand stärkste Seemacht und wurde somit als Angriffsziel ausgewählt.
Am 30. September 1343 rief Papst Clemens mit der Bulle Insurgentibus contra fidem, in der ausführlich die Gräueltaten der türkischen Piraten geschildert wurden, zum Kreuzzug gegen die „Türken in Romanien“ auf und erhob für drei Jahre einen europaweiten Kreuzzugszehnten. Zum ersten Mal war das geplante Ziel eines Kreuzzuges der griechische Raum, und zum ersten Mal war dieser ausdrücklich gegen Türken gerichtet. Auch spielten erstmals Wirtschaftsinteressen, nämlich die Sicherheit der Handelsschifffahrt im östlichen Mittelmeer, die entscheidende Rolle. Daneben sollte der Kreuzzug als Prestigeprojekt Clemens’ auch das gesunkene Ansehen des Avignonesischen Papsttums wieder verbessern.
Zum geistlichen Anführer (Legaten) des Kreuzzugs wurde Heinrich von Asti, lateinischer Exil-Patriarch von Konstantinopel und Bischof von Negroponte, ernannt. Neben dem Kirchenstaat und der Republik Venedig (unter Doge Andrea Dandolo) schlossen sich der Johanniterorden zu Rhodos (unter Großmeister Helion de Villeneuve) und König Hugo IV. von Zypern der Unternehmung an. Die Republik Genua lag mit dem König von Zypern in Konflikt und beteiligte sich daher nicht direkt, aber der Genuese Martino Zaccaria, der gestürzte Herrscher von Chios und Erzfeind der Türken von Aydın, erklärte sich bereit die päpstliche Flotte zu führen. Zaccaria wollte offensichtlich den Kreuzzug nutzen, um seine Insel von den Byzantinern zurückzuerobern, obwohl der Papst dies ausdrücklich verboten hatte. Die beiden wichtigsten Verbündeten des Papstes fehlten jedoch: Frankreich lag im Krieg mit England und das Königreich Neapel befand sich seit der Thronbesteigung der jungen Königin Johanna in einem instabilen Zustand. Von den fränkischen Fürsten in Griechenland, wo französische, katalanische und italienische Abenteurer um die Macht kämpften, konnte auch keine Hilfe erwartet werden.
Im Byzantinischen Reich war währenddessen ein Bürgerkrieg zwischen der Kaiserwitwe Anna von Savoyen und Johannes Kantakuzenos (dem Verbündeten des Umur Bey) ausgebrochen, so dass absehbar war, dass sich die Byzantiner nicht in den Kreuzzug – der ja ehemals byzantinisches Gebiet zum Ziel hatte – einmischen würden können.

## Angriff auf Smyrna

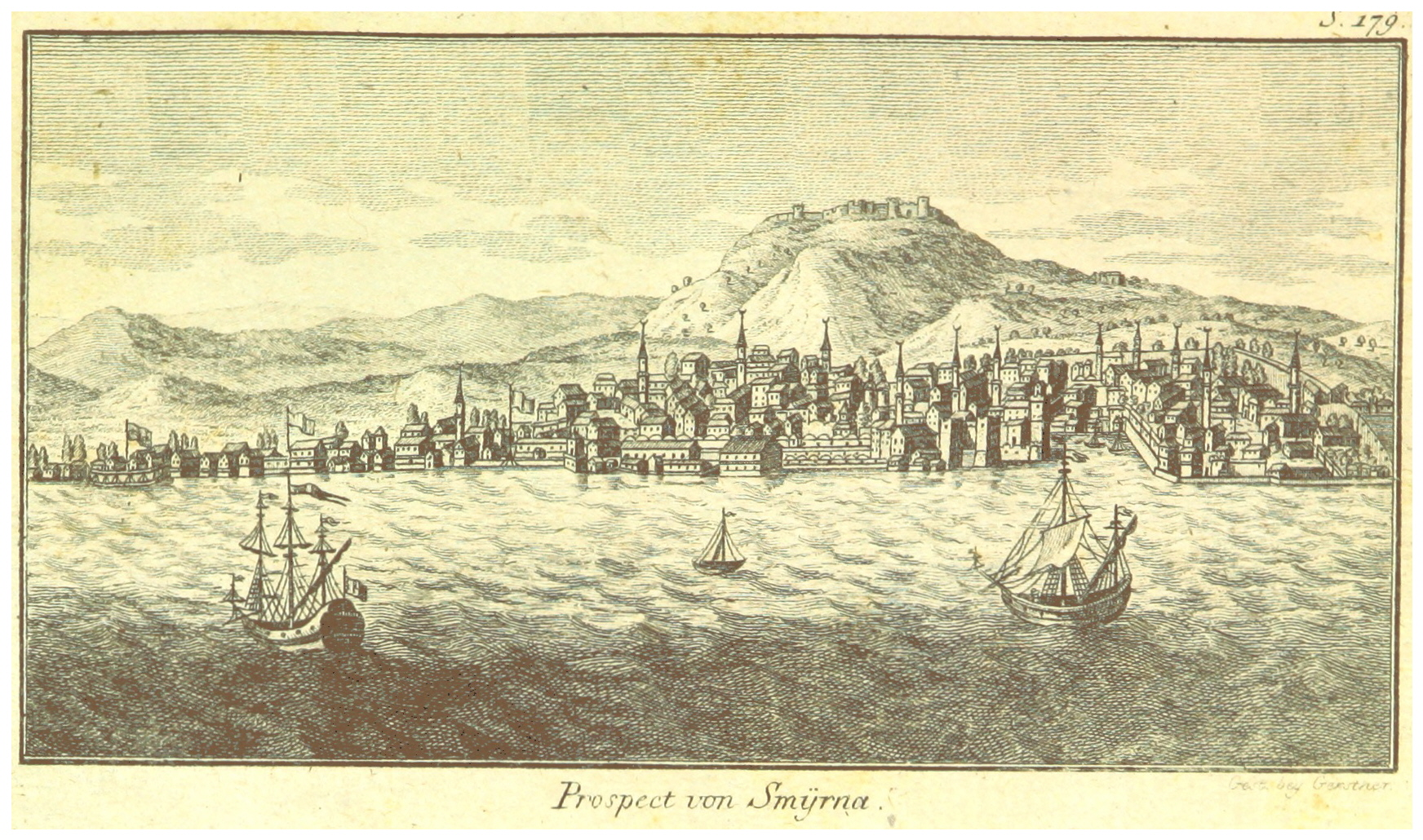
Ansicht von Smyrna aus dem Jahr 1801. Auch 450 Jahre nach dem Kreuzzug lassen sich immer noch gut die befestigte Stadt mit dem Hafen und im Hintergrund die alte Burg auf dem Hügel erkennen.

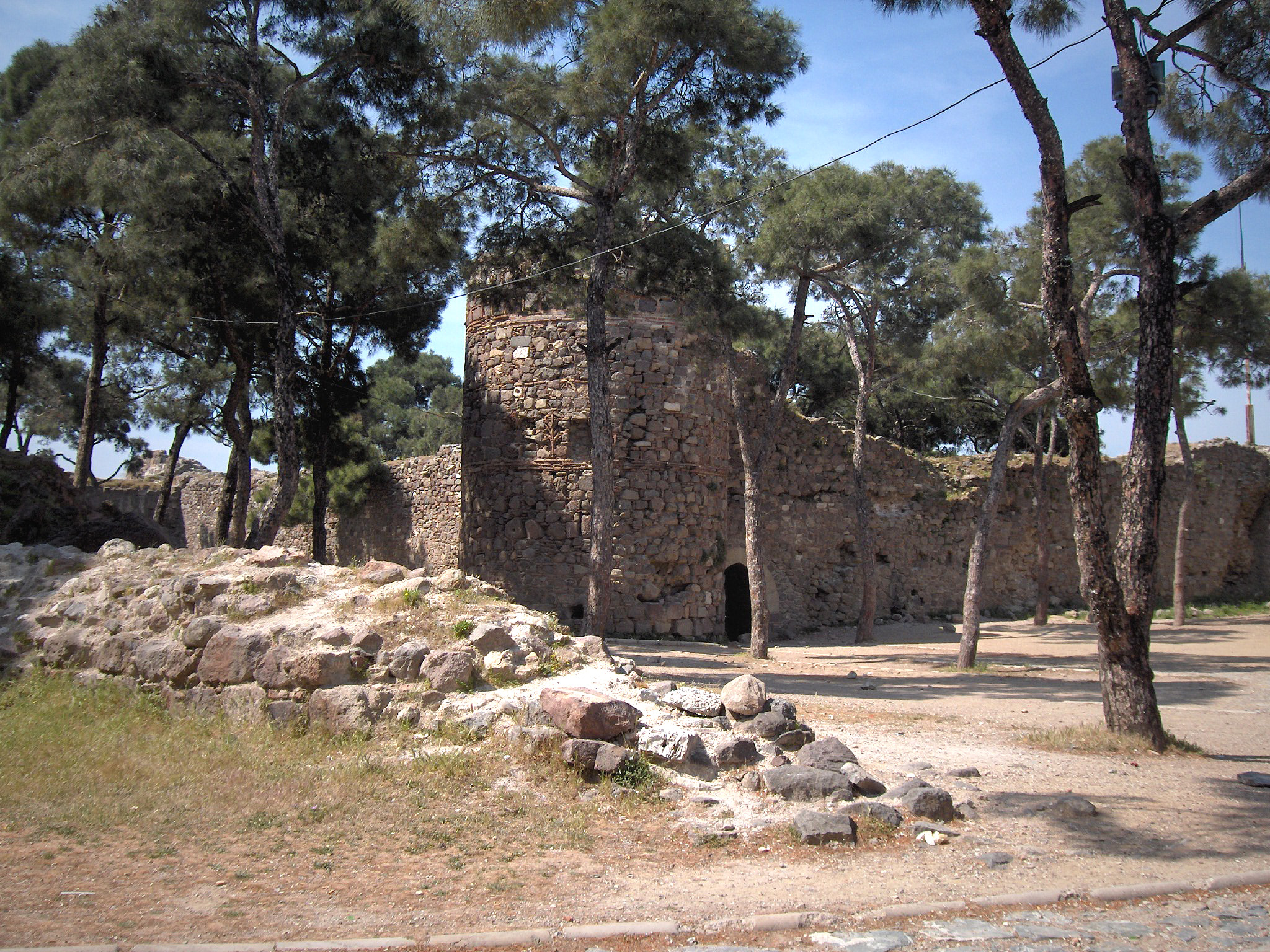
Mauern der Burg von Smyrna (Kadifekale). Die Burg auf dem Hügel konnte von den Kreuzfahrern nicht erobert werden.

Im Frühjahr 1344 brach die christliche Flotte auf. Venedig hatte etwa 20 Galeeren beigesteuert (die von Piero Zeno befehligt wurden), die Johanniter sechs und der Papst und der König von Zypern je vier.
An Christi Himmelfahrt, dem 13. Mai 1344, schlug die Flotte bei Pallene (Chalkidiki) einen großen türkischen Schiffsverband und verbrannte über fünfzig feindliche Schiffe. Während der Sommermonate scheint die Flotte weiterhin türkische Piraten in der Ägäis gejagt zu haben, denn erst am 28. Oktober gelangten die Kreuzfahrer nach Smyrna. Umur Bey hatte mit keinem Angriff von der Seeseite her gerechnet und war völlig unvorbereitet. Seine Truppen standen zu diesem Zeitpunkt entweder in byzantinischen Diensten oder bewachten das Hinterland gegen die benachbarten türkischen Fürstentümer. Die Kreuzfahrer vernichteten zunächst die im Hafen eingeschlossenen feindlichen Schiffe und eroberten dann die Hafenfestung im Handstreich. Die Türken zogen sich auf den Burghügel zurück.
Es kam nun zur Pattsituation, da weder die Christen noch die Türken die gegnerische Position erobern konnten. Die Venezianer ummauerten das Hafenviertel und legten einen Wassergraben an. Umur Bey zog Verstärkungen zusammen und belagerte damit den Hafen, unterstützt durch den Beschuss von Mangoneln. Nach einem erfolgreichen Ausfall der Kreuzfahrer musste er jedoch die Belagerung abbrechen.
Etwas außerhalb der Stadt und damit auch außerhalb des Verteidigungsrings befand sich die Ruine einer Kirche, die von den Christen als die spätantike Metropolitankirche angesehen wurde. Zur Feier des Sieges über die Türken beschloss Patriarch Heinrich von Asti nun, dort eine Messe abzuhalten. Zaccaria hatte zwar Einwände, musste sich aber dem ranghöheren Patriarchen fügen, so dass sich die christliche Führung am 17. Januar 1345 zur Kirche begab. Die Türken bemerkten dies, erkannten die Gelegenheit und griffen an, während die Kreuzfahrer den Gottesdienst abhielten. Den meisten christlichen Soldaten gelang die Flucht zum sicheren Hafen, doch die Führer des Kreuzzugs einschließlich Zaccaria, Zeno und dem Patriarchen wurden in der Kirche umzingelt und niedergemacht (Der Wahrheitsgehalt dieser Todesumstände ist allerdings umstritten).
Trotz des Verlusts ihrer Führung konnten die verbliebenen christlichen Truppen den befestigten Hafen halten und die Pattsituation setzte sich fort. Nachdem die Nachricht vom Tod der Anführer Europa erreicht und dort Bestürzung ausgelöst hatte, ernannte Papst Clemens den Johanniter-Großmeister Hélion de Villeneuve interimsweise zum Anführer der verbliebenen Truppen. Bischof Raymond Saquet von Thérouanne wurde zum neuen päpstlichen Legaten des Kreuzzuges ernannt, während Bertrand des Baux, Seigneur de Courthézon, die päpstlichen Galeeren kommandieren sollte. Beide zeigten sich aber wenig begeistert und blieben in Frankreich. Im Mai 1345 ernannte der Papst dann den Johanniter-Prior der Lombardei, Giovanni de Biandrate, zum Hauptmann der Truppen in Smyrna. Neuer venezianischer Flottenführer wurde Niccolò Pisani, der einige Zeit später wiederum von Giustiniano Giustinian abgelöst wurde.

## Kreuzzug des Dauphins von Viennois

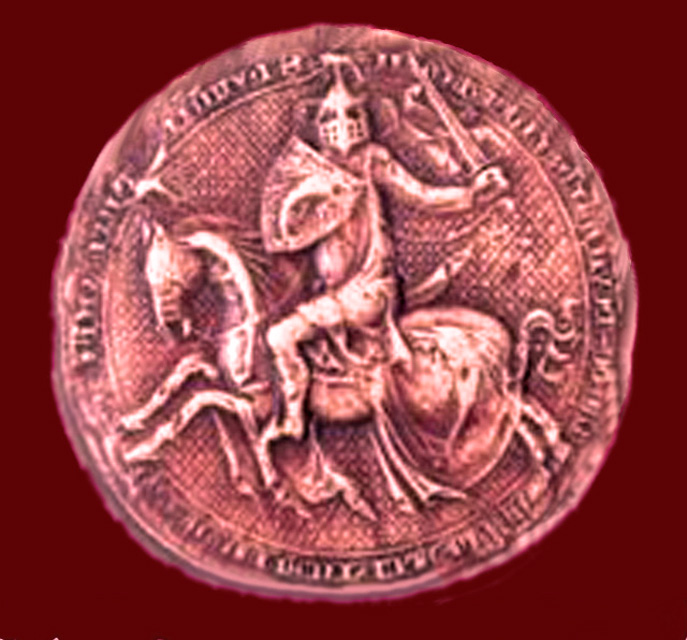
Großes Siegel Humberts II. von Viennois. Es zeigt, wie dieser selbst gesehen werden wollte: als Ritter.

Unterstützung kam nun in Person des Dauphins von Viennois, Humbert II. Dieser plante schon länger an einen Kreuzzug teilzunehmen und bot daher dem Papst bereitwillig seine Hilfe an. Humbert, der letzte seiner Dynastie, war äußerst fromm und sah sich selbst als „edlen christlichen Ritter“. Er war aber kein kompetenter Militärführer und allgemein wenig zielstrebig.
Im Mai 1345 wurde er vom Papst zum neuen Führer des Kreuzzuges ernannt, im Sommer stach er in Marseille in See. Über Genua gelangte er auf dem Landweg Ende Oktober nach Venedig, wo über den weiteren venezianischen Beitrag zum Kreuzzug verhandelt wurde. Das Kreuzzugsinteresse der Venezianer hatte inzwischen stark nachgelassen; im Vordergrund standen nun ein neuer Konflikt mit Ungarn über die Stadt Zara, eine Handelsexpedition nach Alexandria sowie die Ermordung des neapolitanischen Prinzgemahls Andreas, die einen großen Krieg in Italien auszulösen drohte. Schließlich erhielt Humbert zwei Galeeren, die ihn und seine wenigen Truppen nach Negroponte brachten, wo man an Weihnachten 1345 eintraf.
In Negroponte versuchte Humbert auf Wunsch der Venezianer vergeblich, den Konflikt um die Markgrafschaft Boudonitza (zwischen Guglielma Pallavicini und ihrem Mann Niccolò Zorzi) zu schlichten. Auch nahm er Kontakt mit der Venedig-freundlichen byzantinischen Regentin Anna von Savoyen auf und bat darum die Insel Chios temporär als Stützpunkt nutzen zu dürfen. Die Genuesen unter Admiral Simone Vignoso durchkreuzten allerdings diese Pläne, indem sie im Sommer 1346 die Byzantiner auf Chios angriffen und die Insel eroberten. Dies stellte einen schweren Rückschlag für Humbert und Papst Clemens dar und führte zu Konflikten im Kreuzfahrerlager, da man nicht einig war, wie man auf das genuesische Vorgehen reagieren sollte.
Im Februar 1346 sollen die Kreuzfahrer in Mytilene auf Lesbos ein großes türkisches Heer geschlagen haben, allerdings handelt es sich dabei wohl um eine in Italien entstandene Falschmeldung. Ende Juni erreichte Humbert jedenfalls endlich Smyrna. Er lieferte sich hier einige Scharmützel mit den Türken, die an der festgefahrenen Situation vor Ort aber nichts änderten. Für einen Angriff auf die Burg oder Vorstöße ins Inland (etwa auf Umurs Hauptstadt Ayasluğ) hatte er deutlich zu wenig Soldaten.
Nachdem sich dann auch noch eine Krankheitswelle unter den Kreuzfahrern ausbreitete, verlor Humbert endgültig jede Begeisterung am Kreuzzug. Er zog sich im Spätsommer krank und frustriert nach Rhodos zurück und bat den Papst Anfang 1347 um Rücknahme seines Kreuzzugsgelübdes. Kurz darauf starb seine Frau, die ihn bisher begleitet hatte. Nachdem Papst Clemens ihn schließlich Ende März aus seinem Eid entlassen hatte, kehrte Humbert über Venedig in seine Heimat zurück. Sein Kreuzzug war ein völliger Misserfolg gewesen. Da er die Unternehmung mit eigenen Mitteln bezahlt hatte, hatte er nicht nur sein großes Vermögen aufgebraucht, sondern sich auch stark verschuldet. Bald darauf vermachte er die Dauphiné dem Sohn des französischen Königs und trat in den Priesterstand ein.

## Friedensverhandlungen und Tod Umurs

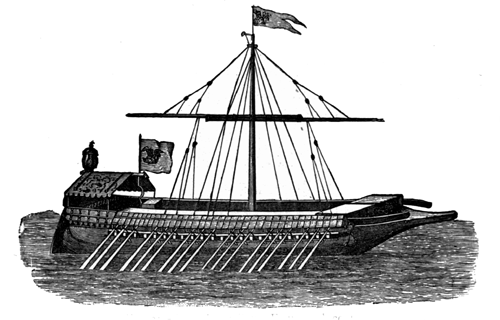
Venezianische Galeere des 14. Jahrhunderts

Während sich Humbert im Frühjahr 1347 auf dem Heimweg befand, errang ein christlicher Schiffsverband bei Imbros noch einen größeren Sieg über die Türken.
Die Kosten für die Galeeren und Soldaten waren aber enorm, und Papst Clemens geriet zunehmend in finanzielle Probleme. Dies wurde dadurch verstärkt, dass das Papsttum auch den Johanniterorden finanziell unterstützen musste, da dieser beim Bankrott der Florentiner Bankhäuser Bardi und Peruzzi ab 1343 große Mengen Geld verloren hatte. Zur gleichen Zeit häuften sich in Europa die Krisen: Der Papst stand mit Kaiser Ludwig dem Bayern in offenem Konflikt, Frankreich war bei Crécy von den Engländern vernichtend geschlagen worden, und der ungarische König stellte ein Invasionsheer gegen Neapel auf. Die Venezianer stellten zwar weiterhin zuverlässig den Großteil der Galeeren, stritten sich aber währenddessen mit den Johannitern über Zölle und rüsteten gegen Genua auf. Auch richteten der neue Johanniter-Großmeister Dieudonné de Gozon und der König von Zypern ihr Augenmerk mehr auf das Königreich Kleinarmenien, das durch interne Machtkämpfe und einen Angriff der Mamluken in Bedrängnis geriet.
Vor diesem Hintergrund war Clemens schließlich ab November 1346 bereit, mit Umur Frieden zu schließen. Da Humbert nicht mehr zur Verfügung stand, wurden der päpstliche Gesandte Bartolommeo de’ Tomari (der sich bisher als Bote zwischen Clemens und Humbert ausgezeichnet hatte) sowie der Johanniter-Ritter Dragonnet de Joyeuse beauftragt die Verhandlungen aufzunehmen. Umur Bey war ebenfalls bereit für Friedensverhandlungen. Er schlug vor den Status quo zu erhalten: Smyrnas Hafen und die untere Stadt sollten in christlicher Hand bleiben, während die obere Burg weiterhin türkisch bleiben würde. Allerdings sollte die ehemals türkische Hafenfestung zerstört werden; die von den Venezianern neu errichteten Mauern dürften aber bestehen bleiben. Letztere Forderung wurde vom Papst abgelehnt. Der Konflikt zog sich weiter hin.
1347 erreichte der Schwarze Tod Kleinasien, 1348 weitete sich die Epidemie nach Europa aus. Mit dem Beginn des Massensterbens scheiterten endgültig alle Pläne für zusätzliche Kreuzzugsbemühungen.
Inzwischen hatte Johannes Kantakuzenos den byzantinischen Bürgerkrieg gewonnen und war in Konstantinopel eingezogen. Sein einstiger Verbündeter, der serbische König Stefan Dušan, hatte aber die Seiten gewechselt, den Großteil der Balkanhalbinsel erobert und sich ebenfalls zum Kaiser gekrönt. Johannes Kantakuzenos bemühte sich daher um Hilfe aus dem Westen. So schrieb er an den Papst und dankte ihm für den Kampf gegen die Türken – obwohl es sich bei diesen Türken ja um seine Verbündeten handelte! Die erhoffte Unterstützung blieb aber aus, stattdessen sollte es etwa ein Jahr später sogar zum Krieg mit Genua kommen.
Im Frühjahr 1348 stellte Kantakuzenos ein Heer gegen die Serben auf und rief auch Umur Bey zu den Waffen. Umur sammelte daraufhin seine Truppen. Mit einem mächtigen Heer hinter sich konnte er der Verlockung nicht widerstehen und griff gegen Mai die Kreuzfahrer in Smyrna an. Nach dem Scheitern der Verhandlungen hatte er auch allen Grund dazu, bestand doch die Gefahr eines christlichen Angriffs in seiner Abwesenheit. Während des erfolgversprechenden Kampfes um die Mauern wurde Umur jedoch tödlich von einem Pfeil getroffen; seine Truppen zogen sich daraufhin zurück.
Nachfolger wurde sein Bruder Hızır (Khidr Beg). Dieser war den Forderungen des Papstes deutlich aufgeschlossener und machte sehr weitreichende Zugeständnisse (unter anderem Bekämpfung der Piraterie, Entwaffnung der Flotte, die Hälfte der Handelseinnahmen in Ephesos und die Wiedereinsetzung der Bischöfe in seinem Herrschaftsgebiet), auch wenn es eher unwahrscheinlich ist, dass er sich daran langfristig halten wollte. Hızır entsandte eine eigene Gesandtschaft nach Avignon, die dort 1349 eintraf. Die Konflikte in Europa und die langwierige Rücksprache mit Venedig und Zypern sowie die Tatsache, dass die Venezianer den Krieg zu See nun doch gerne fortsetzen, gleichzeitig aber nicht für den Unterhalt der Truppen in Smyrna aufkommen wollten, führten dazu, dass sich die Verhandlungen bis 1351 hinzogen, ohne dass ein Ergebnis erzielt wurde. Inzwischen herrschte auch offener Krieg zwischen Venedig und Genua. Im September 1351 ließ Papst Clemens schließlich seine Galeeren aus der Ägäis zurückrufen und erwähnte das Thema von nun an nicht mehr; die Liga war zerbrochen und der Kreuzzug damit endgültig zu Ende. Ein Jahr später starb er.

## Folgen

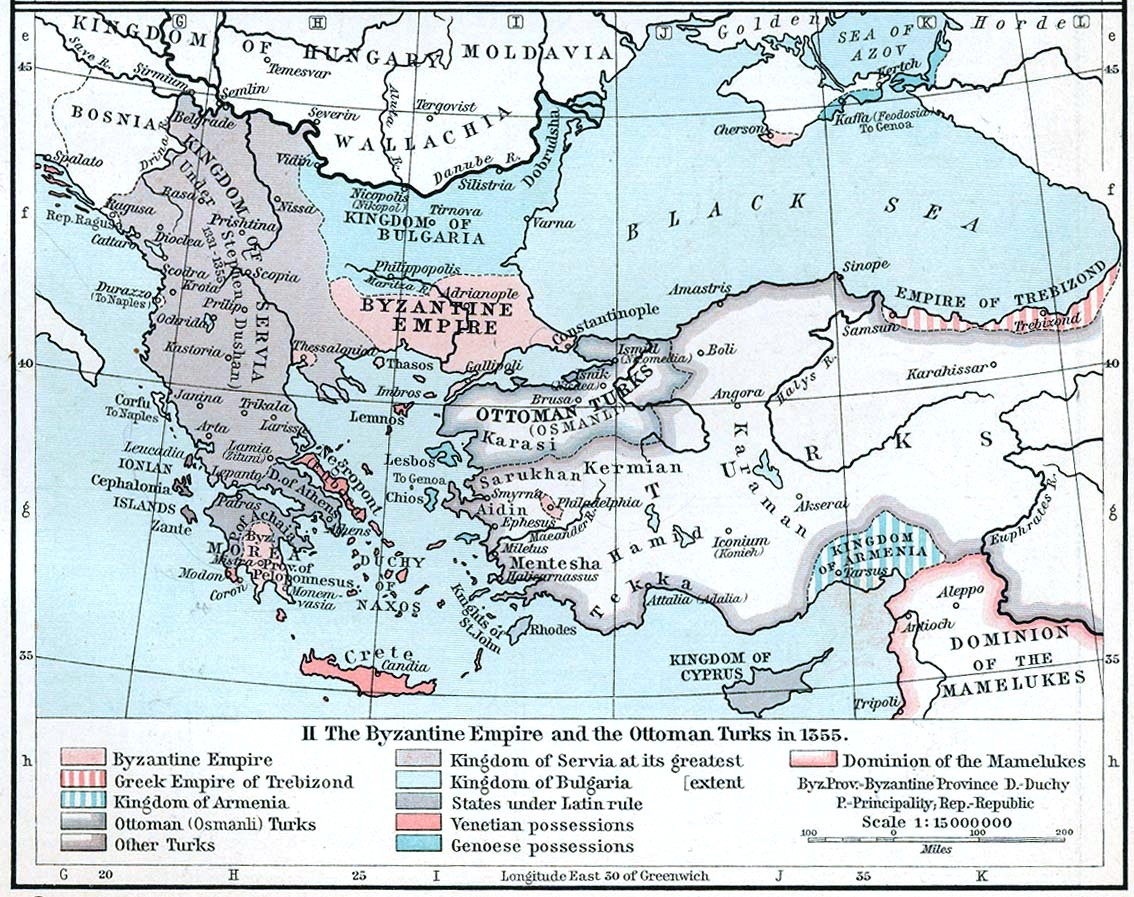
Der östliche Mittelmeerraum um 1355. Gut erkennbar ist der Zusammenbruch des Byzantinischen Reiches zu Gunsten von Osmanen und Serben.

Die Beziehungen zwischen Aydın und den italienischen Seerepubliken normalisierte sich rasch: Nachdem Genua bereits Anfang 1351 Handelsbeziehungen zu Aydın aufgenommen hatte, folgte Venedig bald darauf. Das türkische Emirat hatte sich schon 1350 weitestgehend vom Angriff erholt; ab diesem Jahr fuhren von Ephesos wieder Piraten aus. Allerdings erreichte Aydın niemals mehr die Bedeutung, die es unter Umur besessen hatte; keiner seiner Nachfolger besaß sein politisches oder militärisches Format. 1390 musste sich İsa Bey, der Nachfolger Hızırs, den aufstrebenden Osmanen unterwerfen.
Smyrna, genauer gesagt der Hafen und die untere Stadt, blieb bis 1402 (also noch über fünfzig Jahre) in christlicher Hand. Nach dem Rückzug Venedigs übernahmen die Johanniter 1350 offiziell den Oberbefehl über die Verteidigung. Die Stadtregierung bestand aus einem päpstlichen Kapitän, einem Vikar und dem Erzbischof. Obwohl die obere Burg unter türkischer Kontrolle blieb und Smyrna eine winzige Exklave in türkischem Gebiet darstellte, kam es zu keinen größeren Kampfhandlungen mehr. Papst Clemens’ Nachfolger Innozenz VI. versuchte Ende 1353 und 1357 erfolglos die Liga wiederzubeleben. Da der Unterhalt der Garnison enorme Summen kostete, plante Innozenz die Umwandlung der Exklave in eine Handelskolonie nach genuesischem Vorbild. Er ernannte 1359 den Johanniter Niccolò Benedetti zum Kapitän der Stadt und stattete ihn mit weitreichenden Vollmachten aus. Benedetti wurde aber bald durch seinen Orden abgesetzt, woraufhin der Papst die Leitung der Stadt von 1363 bis 1374 an Genuesen übertrug. 1379 war die Nahrungsversorgungslage in Smyrna und Rhodos so schlecht, dass die Johanniter gezwungen waren, mit den Türken Handel zu treiben.
Philippe de Mézières, ein ehemaliger Begleiter Humberts von Vienne auf dessen Kreuzzug, stieg ab 1360 zum Kanzler des Königs Peter I. von Zypern auf. Zusammen mit dem päpstlichen Legaten Pierre Thomas propagierte er mit Erfolg einen neuen Kreuzzug. 1365 griffen Kreuzfahrer Alexandria an und plünderten die Stadt, bevor sie sich zurückzogen.
Auch nach der Unterwerfung Aydıns durch die Osmanen konnte Smyrna zunächst einer Eroberung entgehen. Im Jahr 1402 wurden die Osmanen in der Schlacht bei Ankara vernichtend von den mongolisch-türkischen Truppen Timurs geschlagen. Die Timuriden stießen daraufhin weiter nach Westen vor und standen Ende des Jahres vor Smyrna. Die christliche Garnison, etwa zweihundert Ritter unter dem Kommando des aragonesischen Johanniters Íñigo de Alfaro, lehnte eine Kapitulation ab. Die Timuriden griffen daraufhin mit Belagerungsmaschinen an, untertunnelten die Mauern, blockierten die Hafeneinfahrt und stürmten nach immerhin fünfzehn Tagen Widerstand die Stadt. Die Einwohner wurden massakriert und die Stadt zerstört. Von den Osmanen wurde die Stadt später wiederaufgebaut, allerdings 1472 von den Venezianern erneut niedergebrannt.